# Richard Stockton (1764–1828)
Richard Stockton (ur. 17 kwietnia 1764 w Princeton, New Jersey, zm. 7 marca 1828 w pobliżu Princeton, New Jersey) – amerykański prawnik i polityk.
W latach 1796–1799 reprezentował stan New Jersey w Senacie Stanów Zjednoczonych.
Podczas trzynastej kadencji Kongresu Stanów Zjednoczonych w latach 1813–1815 zasiadał w Izbie Reprezentantów.
Podczas wyborów prezydenckich w Stanach Zjednoczonych w 1820 roku był kandydatem Partii Federalistycznej na urząd wiceprezydenta Stanów Zjednoczonych.
Jego syn, Robert Field Stockton, był wysokiej rangi oficerem marynarki wojennej Stanów Zjednoczonych, a po zakończeniu kariery wojskowej również reprezentował stan New Jersey w senacie Stanów Zjednoczonych. Funkcję tę sprawował również jego wnuk, John Potter Stockton.